# Really
Really es el segundo álbum de estudio del músico estadounidense JJ Cale, publicado por la compañía discográfica Shelter Records en 1973. 

## Lista de canciones
| N.º | Título                        | Escritor(es)         | Duración |  |
| 1.  | «Lies»                        |                      | 2:56     |  |
| 2.  | «Everything Will Be Alright»  |                      | 3:15     |  |
| 3.  | «I'll Kiss the World Goodbye» |                      | 1:47     |  |
| 4.  | «Changes»                     |                      | 2:25     |  |
| 5.  | «Right Down Here»             |                      | 3:14     |  |
| 6.  | «If You're Ever in Oklahoma»  |                      | 2:06     |  |
| 7.  | «Ridin' Home»                 |                      | 2:39     |  |
| 8.  | «Goin' Down»                  | Don Nix              | 3:00     |  |
| 9.  | «Soulin'»                     |                      | 2:19     |  |
| 10. | «Playing in the Street»       |                      | 1:51     |  |
| 11. | «Mojo»                        | McKinley Morganfield | 2:29     |  |
| 12. | «Louisiana Women»             |                      | 2:56     |  |

## Personal
- JJ Cale: voz y guitarra
- Barry Beckett: piano
- Bill Boatman: guitarra
- David Briggs: piano
- Kenneth Buttrey: batería
- Jimmy Capps: guitarra
- Vassar Clements: violín
- Kossie Gardner: órgano
- Mac Gayden: guitarra
- Gary Gilmore: bajo
- Josh Graves: dobro
- Roger Hawkins: batería
- Bob Holmes: coros
- David Hood: bajo
- Bill Humble: trombón
- Jimmy Johnson: guitarra
- Jim Karstein: batería
- Charlie McCoy: armónica
- Farrell Morris: percusión, congas y batería
- Bob Phillips: trompeta
- Norbert Putnam: bajo
- Bob Ray: bajo
- Norman Ray Bass: saxofón y coros
- Don Sheffield: trompeta
- George Soulé: batería
- Robert Tarrant: congas
- Bobby Woods: piano
- Joe Zinkan: bajo

## Posición en listas
| País           | Lista         | Posición |
| -------------- | ------------- | -------- |
| Estados Unidos | Billboard 200 | 92       |